# سايكدلية
عالم المُخَدِّرات أو السايكدلية (بالإنجليزية: Psychedelia) أو إبداع ذهاني أو إبداع هلوسي أو إبداع كاشف للنفس، هي ثقافة مضادة ظهرت في ستينات القرن العشرين، في الأدب والموسيقى والفنون البصرية، ارتبطت باستكشاف جماليات حسية وإدراكية والدخول في حالات نفسية تحت تأثير عقارات مخلة بالنفس لأهداف إبداعية.
المفهوم يستعمل لتوصيف ثلاثة اشكال إبداعية:
- في معناه الأولي، الإبداعات الناتجة أو المحفزة بتعاطي عقاقير مخلة بالنفس أو في فضاءات أو بين جمهور مستهلك لهذه العقاقير.
- الإبداعات الواصفة للحالة النفسية للمتعاطي وللجماليات الحسية المدركة إثر تعاطي العقاقير، وهي أعمال ليست بالضرورة لمبدعين متعاطين.
- الإبداعات التي استخدمت الآليات والتقنيات الجمالية التي أفرزها ورسخها تيار السايكدلية.

## تأثيل

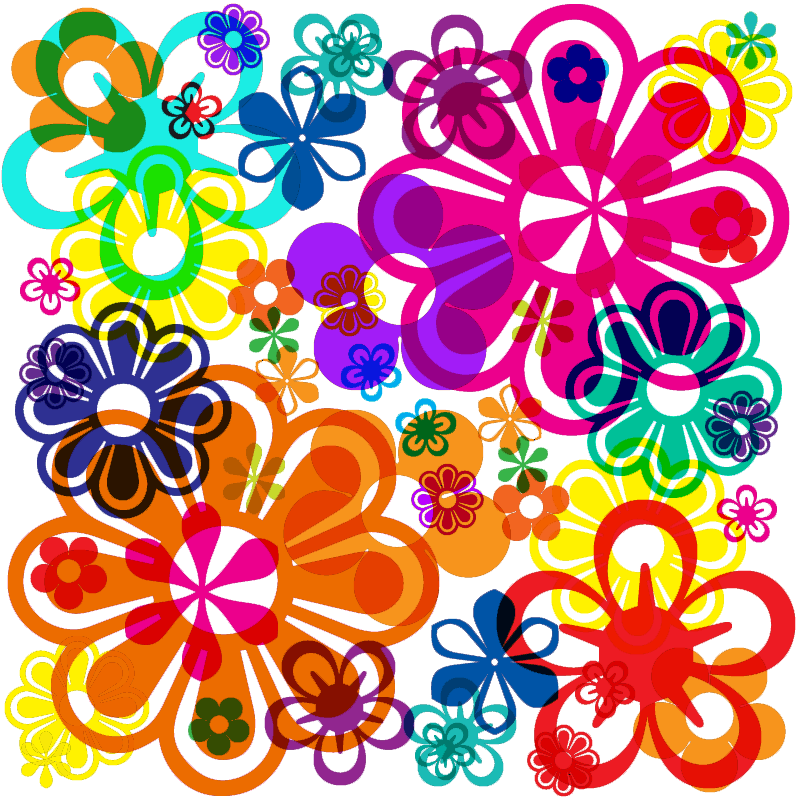
فن سايكدلي

أول من اقترح المصطلح كان الطبيب النفسي البريطاني همفري أوزموند، سنة 1956 في مراسلة له مع الأديب ألدوس هكسلي حيث كان الرجلان يبحثان عن الطريقة المثلى لتسمية المواد المكتشفة في تلك الفترة والمؤثرة في القدرات الحسية وقدرتها على إظهار جوانب مخفية من النفسية البشرية. كان هكسلي قد اقترح في البداية وصف phanerothyme عبر نحت الفعل الإغريقي phaneroein، بمعنى الكشف والإظهار والكلمة الإغريقية thymos التي تعني الروح، ليعقب عليه أوزموند باقتراح وصف psychedelic المنحوتة من الكلمتين الإغريقيتين psyche (نفس) و dẽlein (توضيح - تجلي)، والتي تعني تقريبيا كاشف النفس أو كاشف الروح.

كان هكسلي قد ختم رسالته بالبيتين الشعريين التاليين:
لجعل هذا العالم التافه عظيما (بالإنجليزية: To make this trivial world sublime)

خذ نصف غرام من الفانيروثيم (بالإنجليزية: Take a half a gramme of phanerothyme)
ليجيبه أوزموند:
إن أردت سبر غور الجحيم أو التسامي كالملاك (بالإنجليزية: To fathom Hell or soar angelic)

فما عليك إلا تناول نزر سايكدلي (بالإنجليزية: Just take a pinch of psychedelic)

## تاريخ

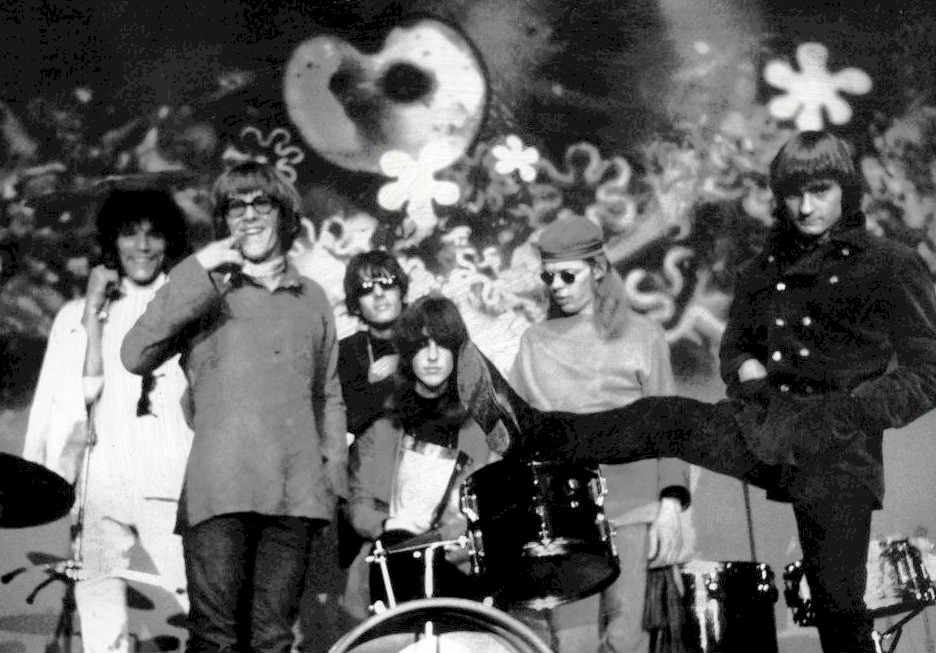
فرقة جيفرسون إيربلاين، من رواد الروك السايكدلي

نشأ التيار السايكدلي في منتصف ستينات القرن العشرين كثقافة فرعية لموجة الثقافات المضادة التي ميزت هذا العقد على غرار الحركة الهيبية، وارتبط بالانتشار الواسع لعقار LSD المخل بالنفس بين شباب المجتمعات الغربية، بدعم من الطبيب النفسي تيموثي ليري والكيميائي أوسلي ستانلي (مخترع الميثامفيتامين والإل إس دي) والأديبين ألدوس هكسلي وكين كيسي والذين كانوا يدافعون عن تقنين استعمال العقاقير المخلة بالنفس أو النفسية المفعول.
تم تجريم توزيع واستهلاك هذه العقاقير في 1965 في الولايات المتحدة ثم في 1966 في بريطانيا. رغم ذلك استمر استهلاكها بين الشباب والمبدعين في تيارات الثقافة المضادة، في سياق سياسي واجتماعي عالمي متغير، خصوصا مع ظهور التيارات الإنسانية والحركات التحررية العالمية والحركات النسوية وخطاب مكافحة العنصرية.
تميز التيار السايكدلي برفضه للرقابة والعنف (خصوصا حرب الفيتنام) وبثورته ضد المعايير الاجتماعية، خصوصا الجنسانية. بلغ التيار ذروته بين 1967 و1969 عبر تيار موسيقى الروك السايكدلي، بفنانيه المؤثرين والواسعي الانتشار على المستوى العالمي، خصوصا جيمي هندريكس، فرقة ذ دورز، فرقة غريتفول ديد، بينك فلويد وجيفرسون ايربلاين.

## في الأدب
ارتبط الأدب السايكدلي بشكل كبير بتيار جيل البيت، خصوصا جاك كيرواك، آلن غينسبرغ وويليام بوروز. هذا الأدب تميز باشتغاله على قيم الحرية والحب والتجديد الروحي والثقافي وأيضا على الجوانب السلبية أو الشاذة في النفسية البشرية كالإدمان والمرض النفسي إضافة إلى تيمات تبدد الواقع وتبدد الشخصية والموت.
من الأعمال المهمة للأدب السايكدلي كتب «مادة الموت» لفيليب كيندرد ديك و «ذهاني لاس فيغاس» لهانتر طومسون اللذان يعالجان موضوع التجارب السايكدلية الذهانية.